# Christopher Hill (Historiker)
John Edward Christopher Hill (* 6. Februar 1912 in York; † 23. Februar 2003) war ein britischer marxistischer Historiker. Von 1965 bis 1978 war Hill Master an dem Balliol College in Oxford. Auch vor und nach seiner Tätigkeit als Master war er Historiker an der University of Oxford.

## Leben und Werk
Hill wurde 1911 als Sohn von Methodisten in einer Anwaltsfamilie aus der Mittelschicht in York geboren. Dort besuchte er auch die altsprachliche St Peter’s School. Aus dieser heraus wurde der Hochbegabte im Alter von 16 Jahren von Vivian Galbraith an das Balliol College geholt. In Oxford geriet Hill erstmals mit marxistischem Gedankengut in Kontakt und übernahm diese politische Sichtweise, wozu auch ein Besuch in Deutschland 1931 beitrug, wo er die Nazis erlebte. 1935 trat Hill der Communist Party of Great Britain (CPGB) bei und verbrachte ein Jahr in der Sowjetunion. Nachdem er 1936 von dort nach Großbritannien zurückgekehrt war, begann Hill seine akademische Karriere als Hilfsdozent, zwei Jahre später wurde er Tutor für moderne Geschichte. 1940 diente er in der Army, hatte aber während des Zweiten Weltkriegs keinen Fronteinsatz, sondern wurde als Lieutenant und Major in Oxford und am Foreign and Commonwealth Office eingesetzt. 1957, ein Jahr nach der Niederschlagung des Ungarn-Aufstand, verließ er die Communist Party of Great Britain.
Nach dem Krieg fing Hill an, eine Vielzahl an Büchern zu publizieren. Seine akademische Karriere erreichte in den Jahren 1965 bis 1978 ihren Höhepunkt, als Hill Master des – zu der University of Oxford gehörenden – Balliol Colleges war. Sein Werk betraf meist das 17th-century England: Puritanism and Revolution (1958), Intellectual Origins of the English Revolution (1965, überarb. 1996), The Century of Revolution (1961), Antichrist in 17th-century England (1971), The World Turned Upside Down (1972). Dabei deutete er den Bürgerkrieg wie R. H. Tawney in sozioökonomischer Sicht als Aufstieg der teils bürgerlichen Gentry gegen den hochfeudalen Court (Hofpartei) des Königs.
Er war Mitglied u. a. der British Academy (seit 1966), der American Academy of Arts and Sciences (seit 1973) und seit dem 4. November 1989 der Akademie der Wissenschaften der DDR.

## Werke (Auswahl)
- Lenin and the Russian revolution, 1947, London: Hodder and Stoughton Ltd.
- The English Revolution, 1640, 1955, London: Lawrence & Wishart.
- Economic Problems of the Church, 1956, Oxford: Clarendon Press.
- Oliver Cromwell, 1658–1958, 1958, London: Routledge & Kegan Paul.
- Puritanism and Revolution, 1958, London: Secker & Warburg.
- The Century of Revolution, 1603–1714, 1961, Edinburgh: Thomas Nelson.
- Intellectual Origins of the English Revolution, 1965, Oxford: Clarendon Press.
- Reformation to Industrial Revolution. A social and economic history of Britain 1530–1780, 1967, London: Weidenfeld & Nicolson.
- The pelican economic history of Britain, 1969, Penguin Books.
- God’s Englishman. Oliver Cromwell and the English revolution, 1970, London: Weidenfeld & Nicolson.
- Antichrist in seventeenth-century England, 1971, London: Oxford University Press.
- The world turned upside down, 1972, London: Maurice Temple Smith.
- Change and continuity in seventeenth century England, 1974, London: Weidenfeld and Nicolson. ISBN 0-297-76822-0.
- Milton and the English revolution, 1977, London: Faber. ISBN 0-571-11170-X.
- Some intellectual consequences of the English Revolution, 1980, London: Weidenfeld and Nicolson. ISBN 0-297-77780-7.
- World of the Muggletonians, 1983, London: Temple Smith. ISBN 0-08-511722-6.
- The experience of defeat, 1984, London: Faber. ISBN 0-571-13237-5.
- Collected essays of Christopher Hill, 1985/1986, Brighton: Harvester.

- Writing and revolution in seventeenth-century England. ISBN 0-7108-0565-9.
- Religion and politics in 17th century England. ISBN 0-7108-0507-1.
- People and ideas in 17th century England. ISBN 0-7108-0512-8.

- A turbulent, seditious, and factions people, 1988, Oxford: Clarendon. ISBN 0-19-812818-5.
- A tinker and a poor man, 1988, W.W. Norton. ISBN 0-393-30662-3.
- History and the present, 1989, South Place Ethical Society. ISBN 0-902368-15-X.
- A nation of change and novelty, 1990, London: Routledge. ISBN 0-415-04833-8.
- The English bible and the seventeenth-century revolution, 1993, London: Allen Lane. ISBN 0-7139-9078-3.
- Liberty against the law, 1996, London: Allen Lane. ISBN 0-7139-9119-4.
- England’s turning point, 1998, London: Bookmarks. ISBN 1-898876-25-8.
- Flowers in the cities, 1998, London: Marshall Pickering. ISBN 0-551-03166-2.

### Als Herausgeber
- The English Revolution, 1640, 1940, London: Lawrence & Wishart.
- The Good Old Cause. The English revolution of 1640–60. Its causes, course and consequences., 1947, London: Lawrence & Wishart.
- The Levellers and the English Revolution, 1961, London: Cresset Press.
- Gerrard Winstanley: The law of freedom, and other writings, 1973, Harmondsworth: Penguin. ISBN 0-14-040023-0.
- Anglicans and Roman Catholics, 1994, London: SPCK/CTS. ISBN 0-281-04745-6.
- Anglican orders, 1997, Norwich: Canterbury Press. ISBN 1-85311-163-5.

### Deutsche Übersetzungen
- Die englische Revolution von 1640. Vier Aufsätze, 1952, Berlin: Dietz Verlag.
- Von der Reformation zur industriellen Revolution. Sozial- und Wirtschaftsgeschichte Englands 1530–1780, 1977, Frankfurt/Main, New York: Campus-Verlag. ISBN 3-593-32533-0.
- Über einige geistige Konsequenzen der englischen Revolution, 1990, Berlin: Wagenbach. ISBN 3-8031-5123-6.